# ぶんご (掃海母艦)
ぶんご（ローマ字：JS Bungo, MST-464）は、海上自衛隊の掃海母艦。艦名は豊後水道に由来する。うらが型掃海母艦の2番艦。
本記事は、本艦の艦暦について主に取り扱っているため、性能や装備等の概要についてはうらが型掃海母艦を参照されたい。

## 艦歴
「ぶんご」は、中期防衛力整備計画に基づく平成7年度計画5,600トン型掃海母艦464号艦として、三井造船玉野事業所で1996年7月4日に起工され、1997年4月24日に進水、同年12月1日に公試開始、1998年3月23日に就役し、第1掃海隊群に直轄艦として編入され呉に配備された。
1999年8月17日に発生したトルコ北西部地震の被害への援助として仮設住宅を輸送するため、9月23日に輸送艦「おおすみ」、補給艦「ときわ」とともに神戸港を出港、エジプトのアレキサンドリアまで平均速力18kt（約33km/h）で無寄港連続23日間という海上自衛隊史上初の長距離連続航海を行い、10月19日にイスタンブールのハイダルパシャ港に入港した。帰路は11月22日に呉に入港予定であったが、真水タンクが空になったことによりトップヘビー状態になり、入港が1日遅れるという椿事があった。
2000年3月13日、掃海部隊の再編により、掃海隊群が新編され、直轄艦として編入。
2001年6月11日から22日までの間、シンガポール周辺海域で実施された第1回西太平洋掃海訓練に掃海艦「やえやま」、掃海艇「とびしま」とともに参加した。
2002年4月に実施された第2回西太平洋潜水艦救難訓練「パシフィック・リーチ2002（Pacific Reach）」においては小林正男第1潜水隊群司令以下が旗艦として使用した。艦橋内の多くの士官居住区を参加各国海軍連絡士官や同乗取材陣に提供し、また毎朝ブリーフィングを行い参加艦に伝達するなど、居住性と指揮能力を発揮する。4月22日に出国、5月2日に帰国した。
2006年6月5日から17日までの間、マレーシア周辺海域で実施された第3回西太平洋掃海訓練に掃海艦「はちじょう」、掃海艇「あいしま」とともに参加した。
2011年3月11日に発生した東日本大震災では救難活動に参加した。発災時にはシンガポールで実施予定の合同訓練のため沖縄の勝連に停泊中で、沖縄水中処分隊の水中処分員10名を乗せて緊急出港し、横須賀に向かった。3月13日夕方、横須賀に入港し、横須賀に集結させていた第1掃海隊、第2掃海隊、第44掃海隊などの所属する水中処分隊の水中処分員計130名とゴムボート12隻、非常用糧食、毛布などを積み込んで午後9時に横須賀を出港した。現場到着後、物資の輸送や被災者の入浴支援を行い、またぶんごEOD（水中処分員）が行方不明者の捜索と遺体回収作業を5月20日まで行った。
同年9月8日、バーレーン周辺で開催される米英海軍との多国間掃海訓練の参加のため横須賀を出港した。10月15日から10月30日に訓練に参加し、12月1日に横須賀に帰投した。
2012年6月29日から8月3日までの間、ハワイ周辺海域で実施された環太平洋合同演習(RIMPAC 2012)に護衛艦「しらね」、護衛艦「みょうこう」とともに参加した。これは海上自衛隊としては初となる機雷戦部隊のRIMPACへの派遣であった。
2013年9月1日、ぶんごは、瀬戸内海を航行中に漁船と衝突した。被害は軽微で、怪我人はなく浸水や油の流出もなかった。
2014年10月27日から11月13日までの間、「やえやま」とともにアラビア半島周辺海域で実施された米国主催第3回国際掃海訓練に参加。
2015年3月27日から3月31日、呉を訪問したシンガポール海軍揚陸艦「レゾリューション」のホストシップを務めた。
同年8月14日から9月14日までの間、掃海艇「あいしま」、「ししじま」とともにシンガポール海軍及びインドネシア海軍主催の第6回西太平洋掃海訓練(6th WPMCMEX2015）に参加。
2016年7月1日、掃海隊群の改編により群直轄艦が廃止となり、同日付で新編された第3掃海隊に編入。
2017年6月16日から6月25日までの間、掃海艇「ちちじま」、「はつしま」、「つのしま」、「ししじま」、「あいしま」、「くろしま」、SH-60Jと共に平成29年度実機雷処分訓練に参加し、硫黄島周辺海域にて機雷掃海、機雷掃討、水中処分員による機雷処分訓練を実施。
同年7月26日、陸奥湾において、アメリカ海軍の掃海艦「パイオニア」と共同訓練を実施。平和安全法制に基づく米艦防護のための通信手順確認などが目的である。
2019年9月15日から約3か月間、掃海艇「たかしま」とともに、インド洋方面に派遣され、インド洋地域の各国海軍等との海上訓練を実施する。派遣中、バングラデシュ 、インド、マレーシア、モルディブ、フィリピン、ベトナムを訪問し、掃海訓練、潜水訓練等を実施する。
2021年5月27日、来島海峡西方海域で発生した貨物船「白虎」沈没に伴う捜索支援のため災害派遣。同年5月29日から6月1日までの間、潜水艦隊第2潜水隊群の潜水艦救難艦「ちよだ」、第3掃海隊の掃海艇「みやじま」及び第42掃海隊の掃海艇「つのしま」、海上自衛隊第24航空隊（小松島）のSH-60J×1機と共に捜索・支援活動を実施。「ぶんご」は海上保安庁特殊救難隊が実施する潜水捜索支援を行った。
2023年12月8日から屋久島沖米軍オスプレイ墜落事故に伴い自主派遣。同じく自主派遣された艦艇や自衛隊部隊、海上保安庁などと共に捜索救難・水中捜索活動に従事。機体の一部や乗組員遺体などを発見揚収するなどした。
2025年1月4日から5月10日にかけて、掃海艦「えたじま」とともに令和6年度インド太平洋・中東方面派遣（IMED25：Indo-Pacific and Middle East Deployment 2025）に参加し、同年2月9日から2月21日にかけて、バーレーン王国及び同周辺海域で実施される米国主催国際海上訓練（IMX/CE25：International Maritime Exercise / CUTLASS EXPRESS 2025）に「えたじま」とともに参加した。同年3月3日、ドゥクム周辺においてオマーン国海軍哨戒艦「ザーダフ」と日オマーン親善訓練を実施した。
3月16日、モンバサ周辺海域においてケニア海軍哨戒艦「シュジャー」と日ケニア親善訓練を実施した。3月24日、ヴィクトリア沖においてセーシェル沿岸警備隊巡視船「アンドロマシュ」と日セーシェル親善訓練を実施した。4月4日、コロンボ沖においてスリランカ海軍哨戒艦「ヴィジャヤバフ」と日スリランカ親善訓練を実施した。同年4月14日および15日、マラッカ海峡及びポートクラン港内においてマレーシア海軍掃海艇「マハミル」、掃海艇「キナバル」等と日マレーシア共同（MALPAN）訓練を実施した。同年5月2日、マニラ沖においてフィリピン海軍コルベット「アポリナリオ・マビニ」と日フィリピン親善訓練を実施した。
2025年7月12日、京都府舞鶴沖合で、日米共同によるジェームズ・アワーの葬礼行事を行った。ジェームズ・アワーは日米同盟の強化に尽力した人物で、「自分が亡くなったら、日本海において海上自衛隊の掃海艇から遺骨を水葬してほしい」とする遺言として残していたことから、これを実現させたもの。

### 歴代艦長
| 代 | 氏名     | 在任期間                | 出身校・期 | 前職                                                           | 後職                              | 備考                 |
| -- | -------- | ----------------------- | ---------- | -------------------------------------------------------------- | --------------------------------- | -------------------- |
| 01 | 小梁川純 | 1998.3.23 - 1999.3.31   | 防大17期   | ぶんご艤装員長                                                 | 海上自衛隊幹部学校 主任研究開発官 | 1998.7.1 1等海佐昇任 |
| 02 | 木津宗一 | 1999.4.1 - 2001.3.26    | 防大17期   | 運用開発隊運用開発第4科長                                      | 掃海隊群司令部幕僚                | 2000.7.1 1等海佐昇任 |
| 03 | 小林 賢  | 2001.3.27 - 2001.12.19  | 防大17期   | 防衛大学校助教授                                               | 掃海業務支援隊副長                |                      |
| 04 | 村中 章  | 2001.12.20 - 2003.12.18 | 防大17期   | 第3海上訓練指導隊副長 兼 指導部長                              |                                   |                      |
| 05 | 平井綱司 | 2003.12.19 - 2005.8.4   | 防大18期   | 呉基地業務隊補充部付                                           |                                   |                      |
| 06 | 田村博義 | 2005.8.5 - 2008.3.25    | 防大21期   | 掃海業務支援隊                                                 | 横須賀基地業務隊司令              |                      |
| 07 | 田口慶明 | 2008.3.26 - 2009.12.14  | 防大25期   | 掃海業務支援隊戦術支援科長 兼 副長                             | 掃海隊群司令部                    | 2009.7.1 1等海佐昇任 |
| 08 | 横澤浩己 | 2009.12.15 - 2012.9.9   | 東京理大   | 第45掃海隊司令                                                 | 大湊基地業務隊司令                |                      |
| 09 | 坂本允生 | 2012.9.10 - 2014.5.29   |            | 掃海隊群司令部付                                               | 掃海業務支援隊                    |                      |
| 10 | 眞田卓哉 | 2014.5.30 - 2015.12.20  | 防大29期   | 横須賀地方総監部管理部援護業務課長                             | 舞鶴地方総監部監察官              |                      |
| 11 | 小山雅弘 | 2015.12.21 - 2017.3.30  | 防大33期   | 海上自衛隊幹部学校 運用教育研究部学校教官                      | くにさき艦長                      |                      |
| 12 | 山本浩史 | 2017.3.31 - 2018.12.3   |            | 掃海業務支援隊副長 兼 訓練科長                                 |                                   |                      |
| 13 | 富山 修  | 2018.12.4 - 2020.4.6    | 防大34期   | 海上自衛隊第1術科学校主任教官 兼 研究部員                      | 掃海隊群司令部                    |                      |
| 14 | 雄山誠司 | 2020.4.7 - 2021.5.16    | 防大35期   | 海上自衛隊第1術科学校主任教官 兼 海上自衛隊第1術科学校研究部員 | 横須賀警備隊副長                  |                      |
| 15 | 久保山聡 | 2021.5.17 - 2023.4.3    |            | うらが掃海長 兼 副長                                           |                                   |                      |
| 16 | 内栫浩一 | 2023.4.4 - 2024.8.8     | 防大38期   | 掃海隊群司令部幕僚                                             |                                   |                      |
| 17 | 田中孝嗣 | 2024.8.9 -              | 防大43期   | 掃海隊群司令部幕僚                                             |                                   |                      |

## ギャラリー

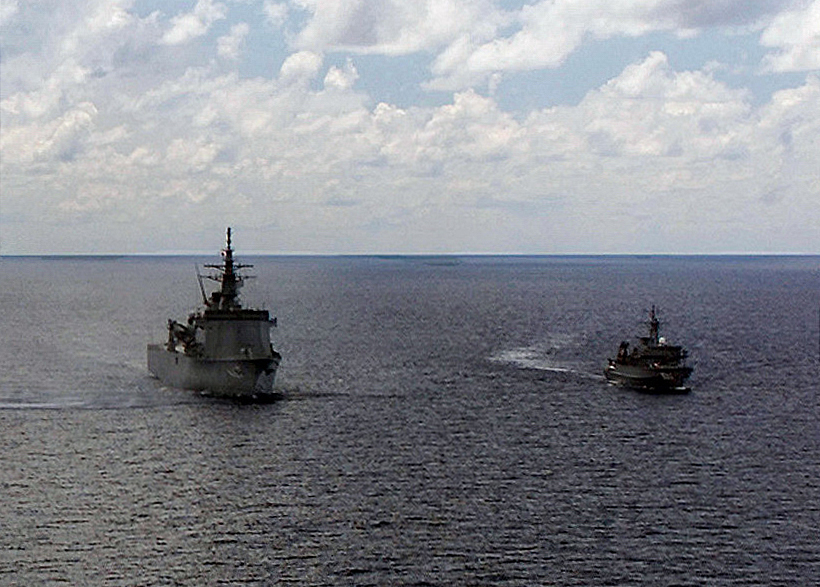
「やえやま」と太平洋にて （2001年）
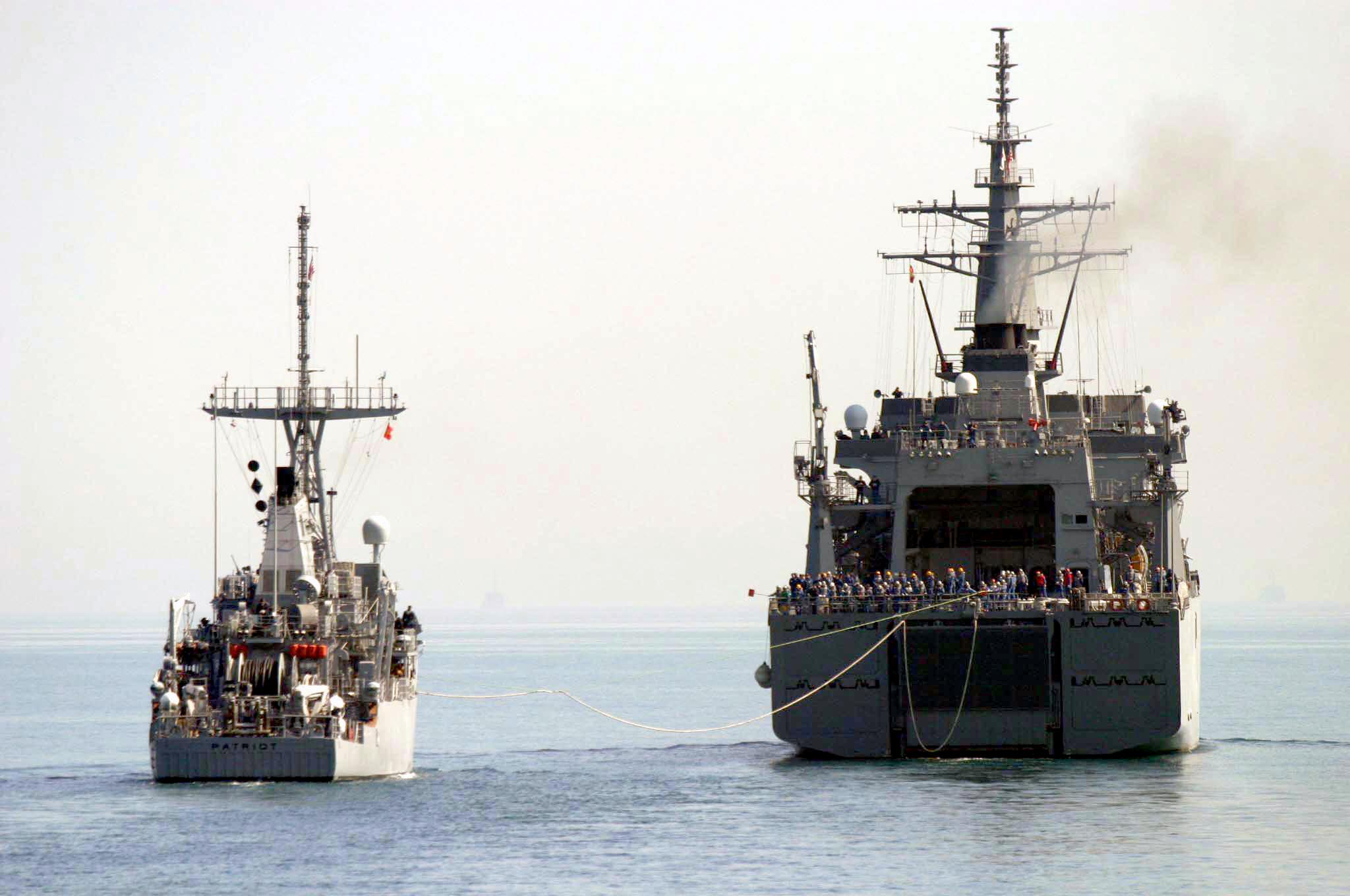
瀬戸内海で米掃海艦に洋上補給 （2004年）
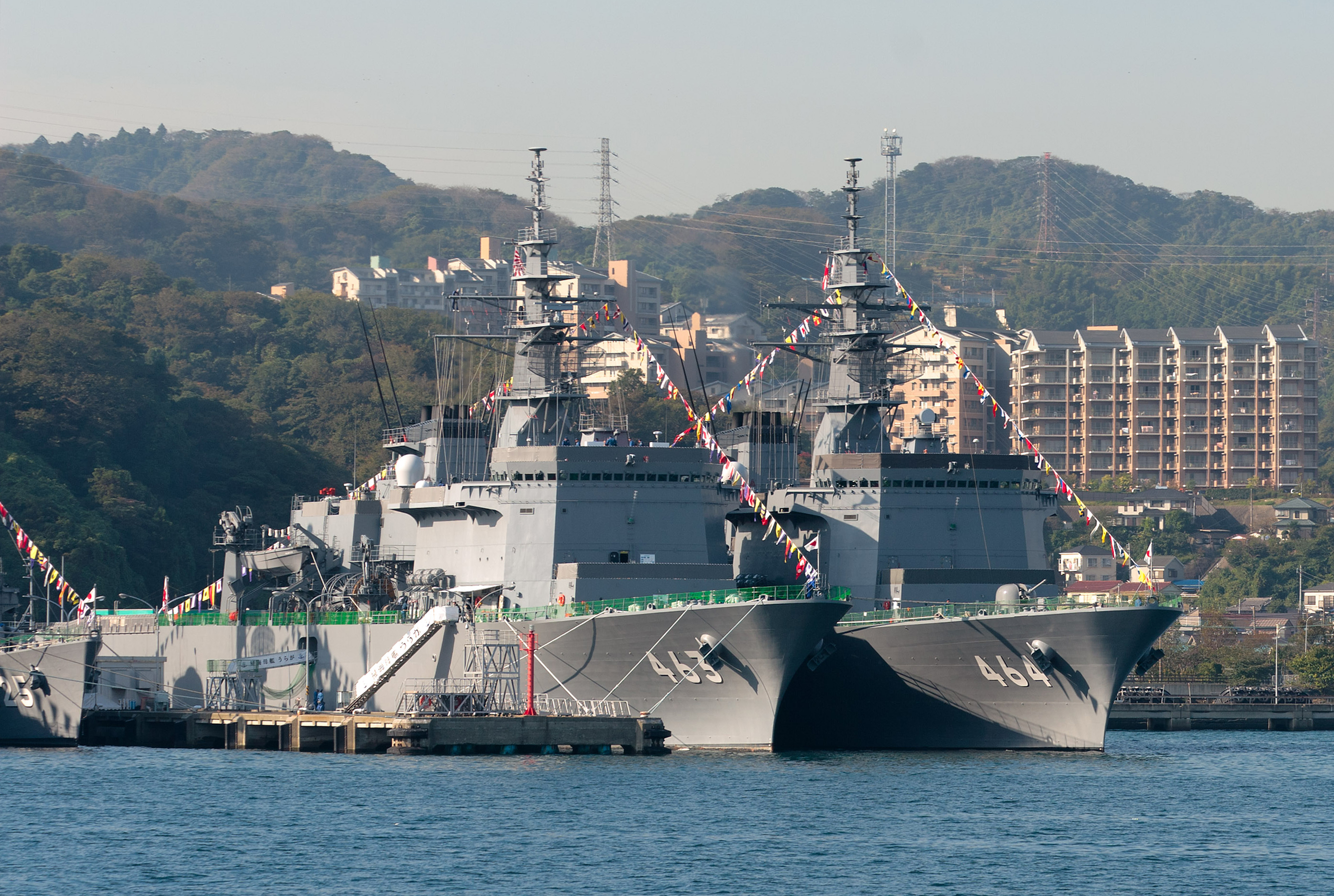
「うらが」と横須賀基地にて
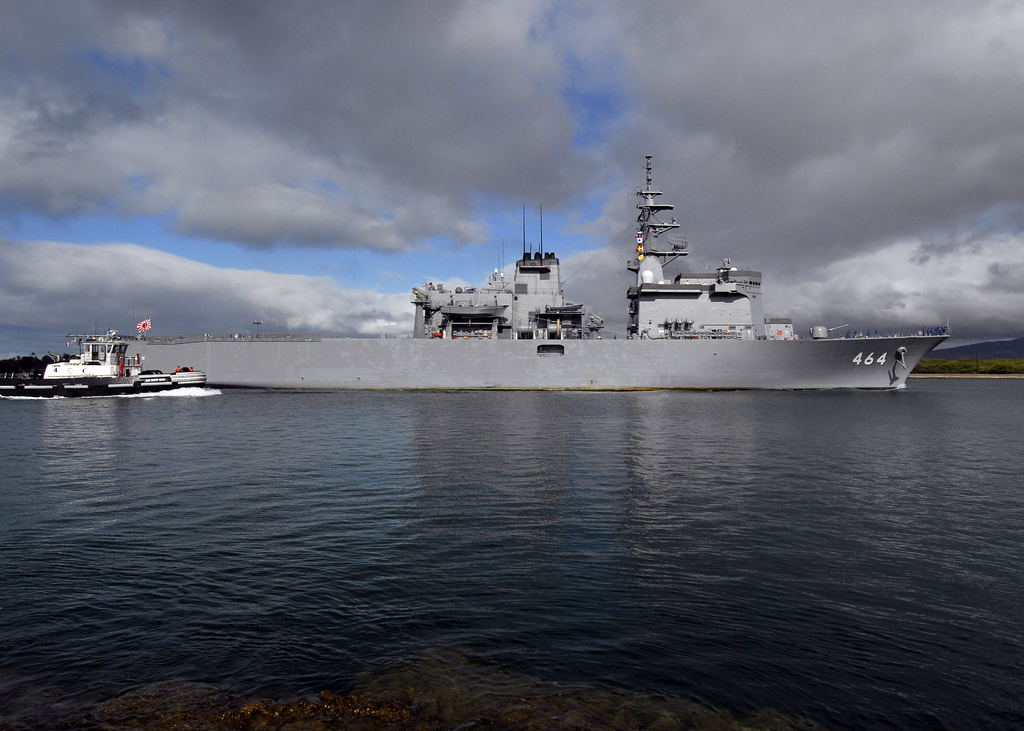
パールハーバーにて(2012年)
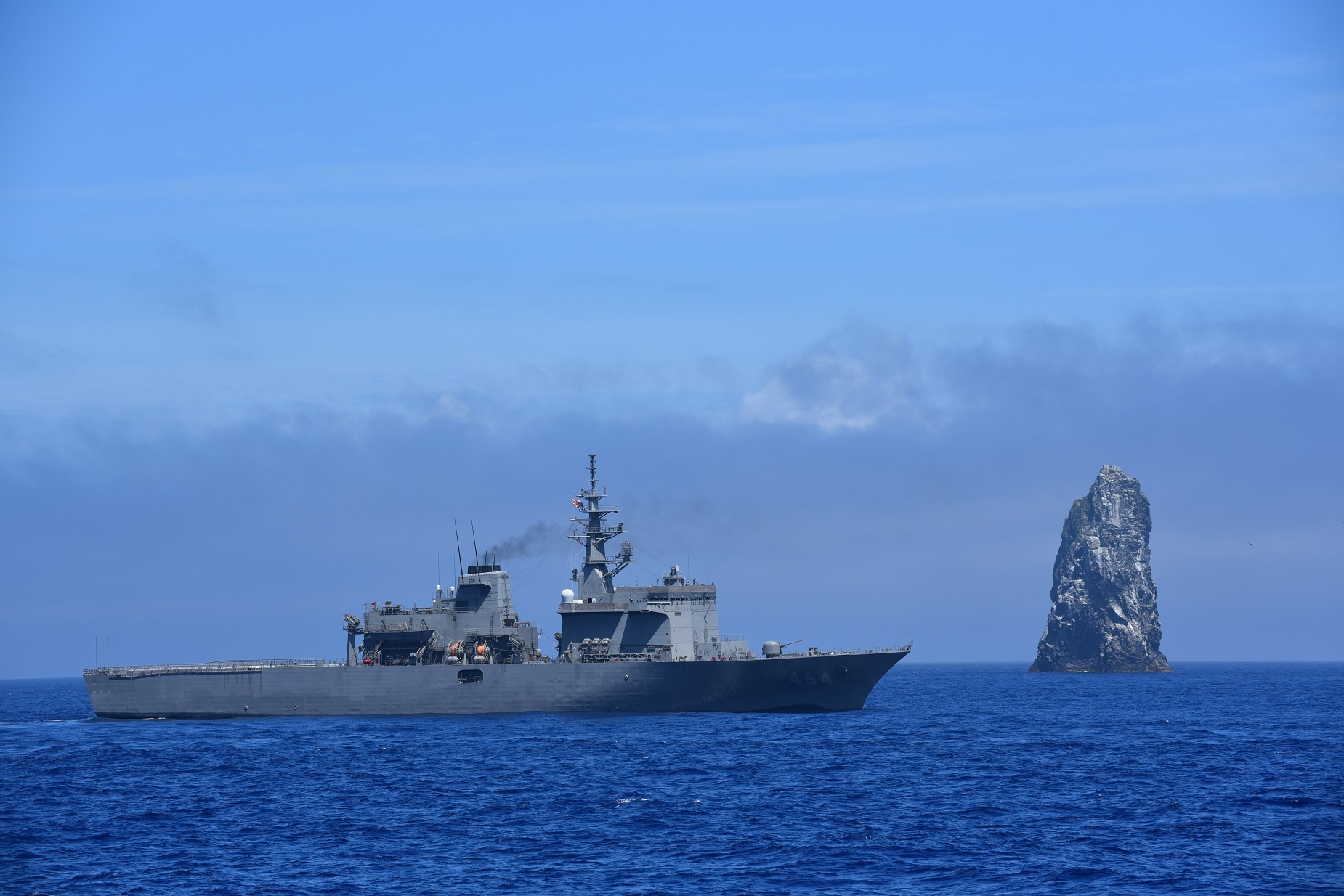
「ぶんご」と孀婦岩（2022年）
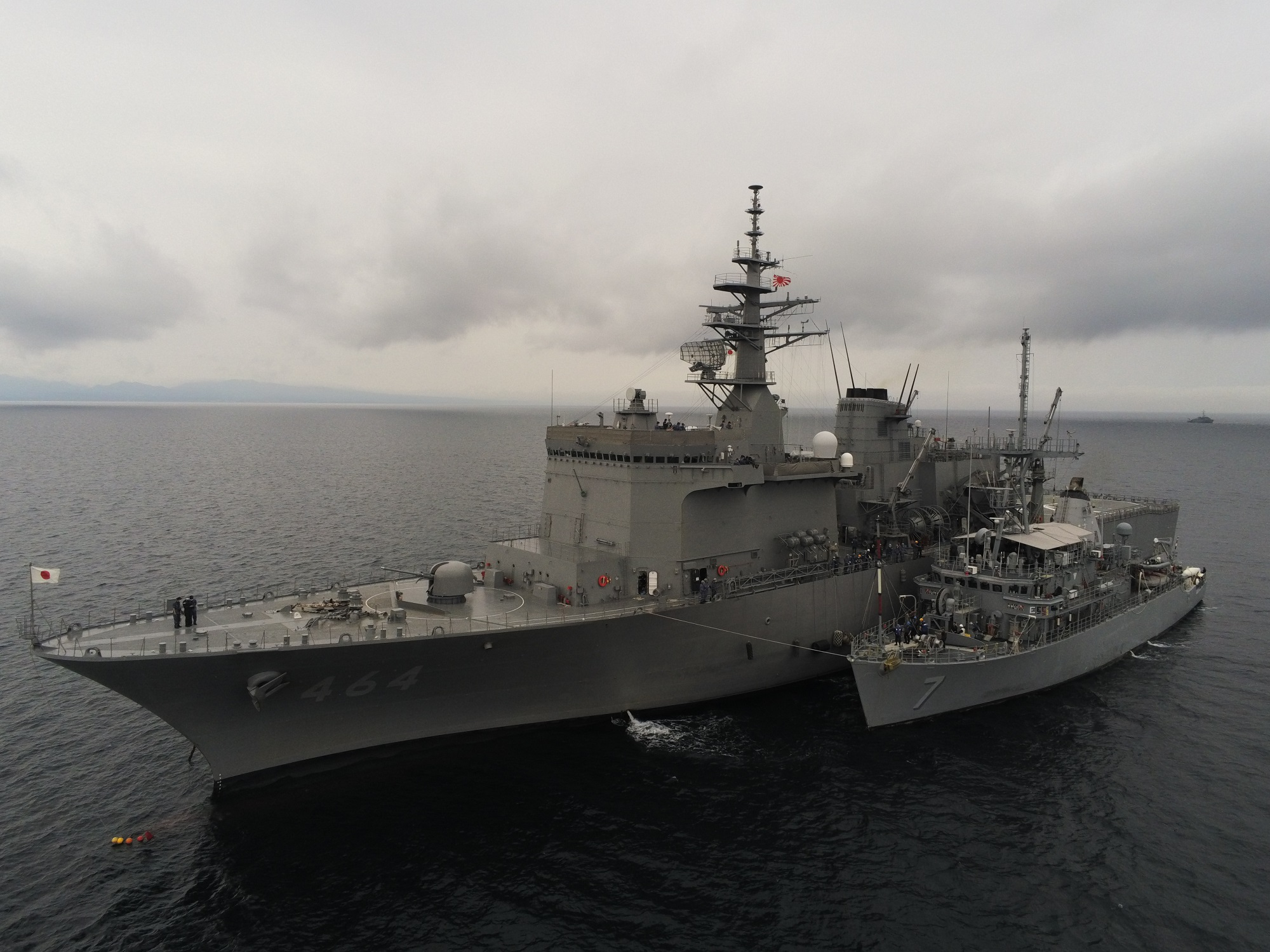
「ぶんご」に横付け訓練中の米掃海艦「PATRIOT」（2022年）
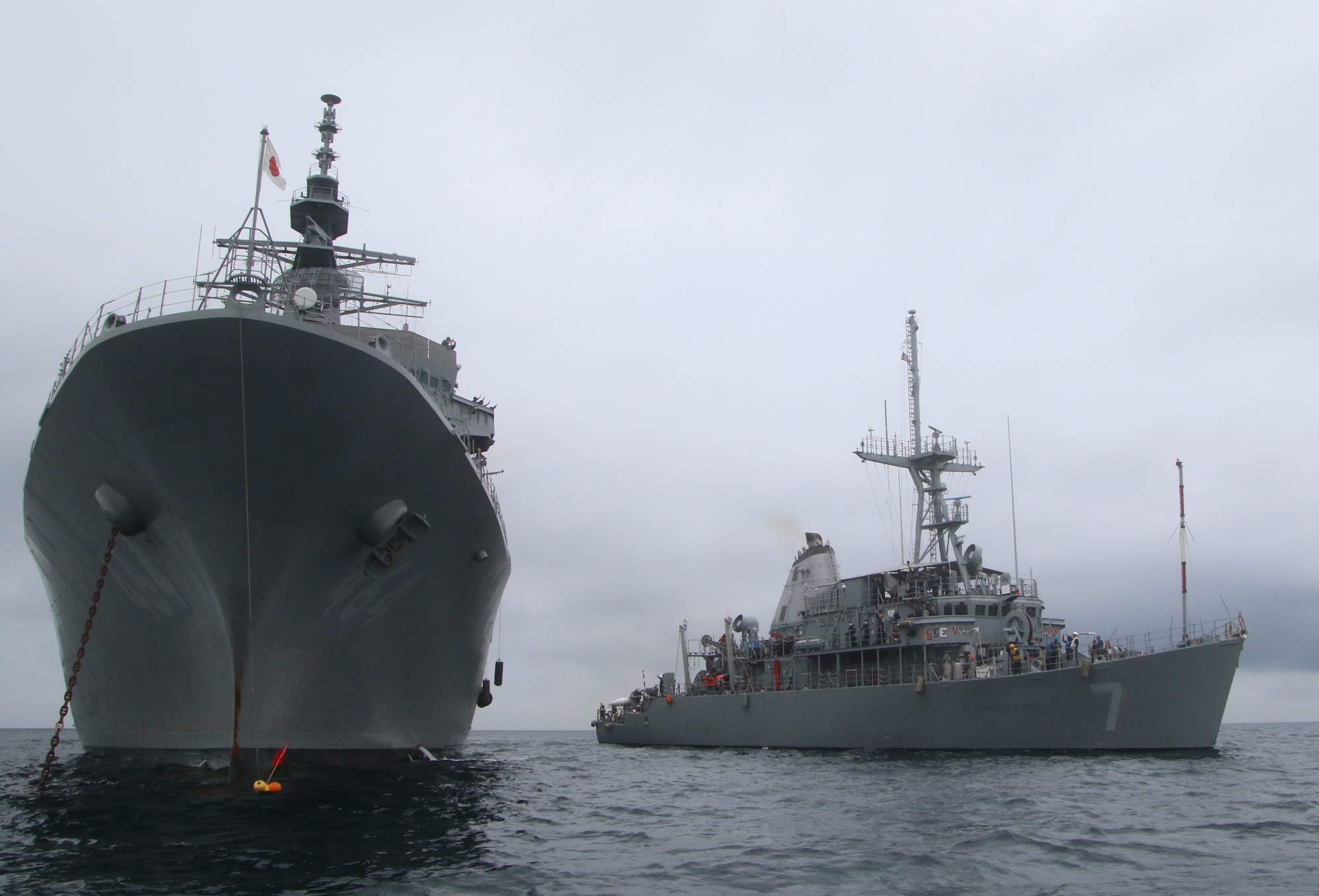
「ぶんご」と米掃海艦「PATRIOT」（右）（2022年）
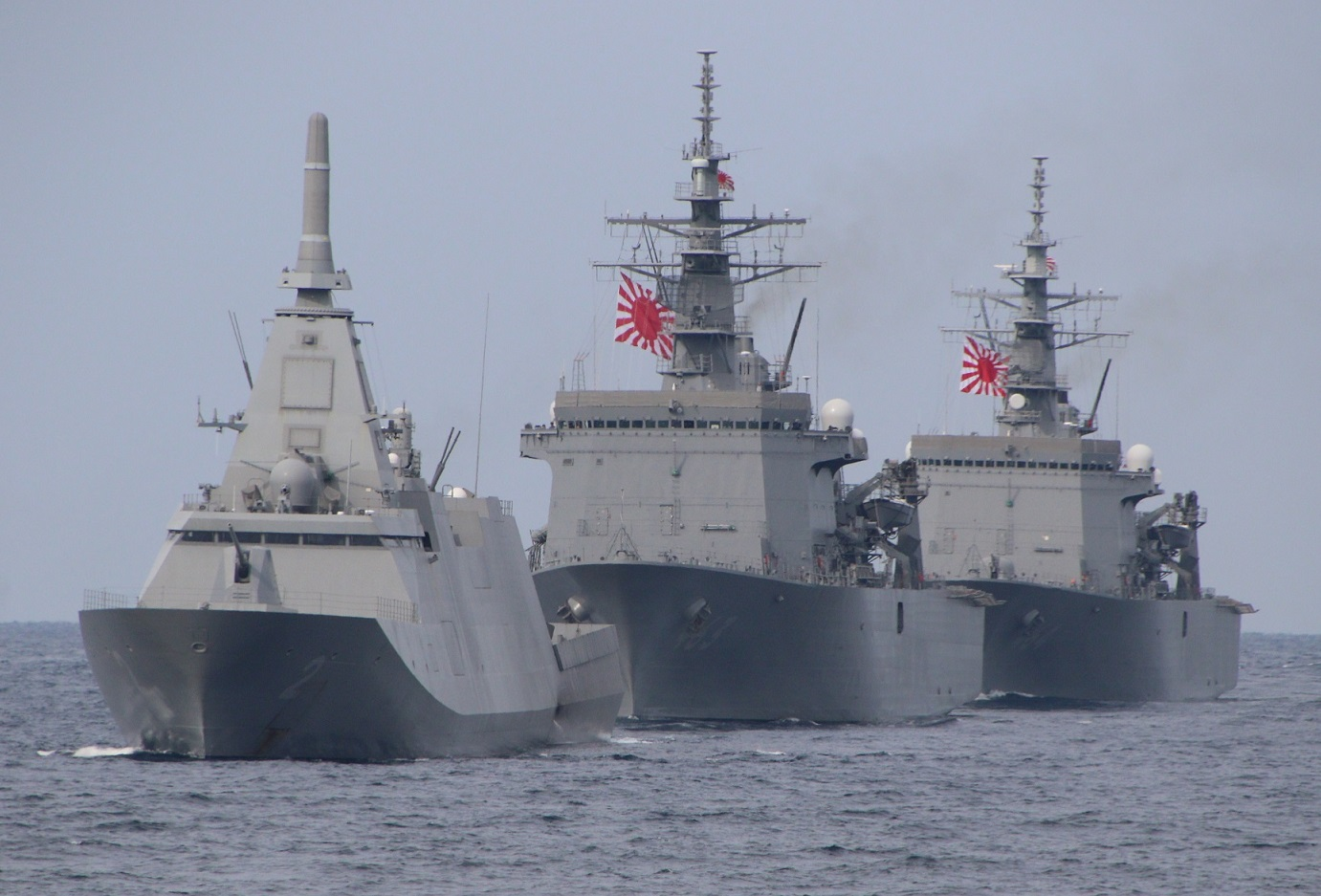
令和5年度機雷戦訓練（日向灘）における「ぶんご」（後）と「くまの」、「うらが」
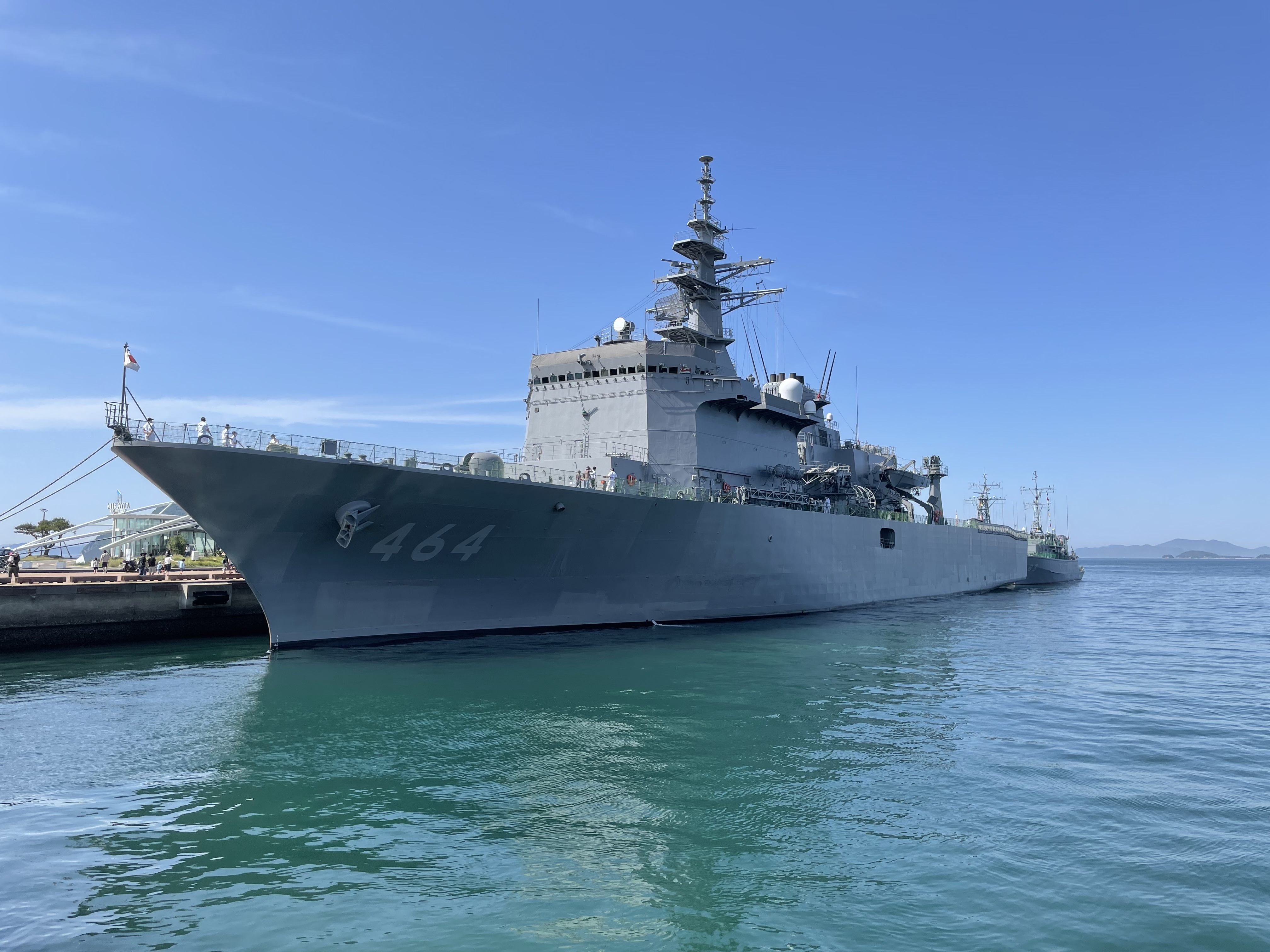
高松港にて

## 兵装
前甲板に62口径76mm単装速射砲1基を備える。また小型船舶対処用として12.7mmM2重機関銃数挺を武器庫内に格納しており、必要に応じて銃架に装備して用いる。

## その他
例年、香川県琴平町で行われる掃海殉職者慰霊行事の一環として、高松港で艦艇広報を行っている。
2005年に公開された映画『男たちの大和/YAMATO』において、大和に着任したばかりの海軍特別年少兵たちが舷梯（タラップ）から甲板へ上がるシーンの撮影を本艦で行った。撮影時には左舷の舷梯を降ろし、合成処理がすぐ出来るよう艦左舷にはブルーバック用のシートが張られた。